# Ivan Butković (aktivist Hrvatske bratske zajednice)
Ivan Butković (Bilaj kraj Gospića, 19. rujna/29. rujna 1890. − Pueblo, Colorado, SAD, 10. travnja 1980.), hrvatski iseljenički djelatnik.

## Životopis
Rodio se je u Bilaju kod Gospića 1890. godine. Sa 16 godina odselio se je u SAD. Nakon tri godine učlanio se je u Narodnu hrvatsku zajednicu (National Croatian Society).
NHZ se je 1920-ih podijelila u dvije frakcije. Jedna je bila Nacionalni blok, koju je vodio Ivan D. Butković, i druga, pod utjecajem Prosvjetaša, koju je vodio Tomo Benešić predsjednik NHZ i jedan od suosnivača Radničke straže. Butkovićeva je frakcija optuživala Prosvjetaše da su lutka na koncu Komunističke stranke. Ipak, Benešić je poduprio Prosvjetaše, koji se nisu sviđali komunistima, koji su osnovali svoj Radnički progresivni blok. Ta je podijeljenost dovela do toga da je Butkovićeva struja pobijedila u borbi za kontrolu Hrvatske bratske zajednice. Dotad se je još jedna skupina odvojila od NHZ, a koju su predvodili katolički svećenici kojima se nije sviđao radikalizam NHZ-a, pa su osnovali Hrvatsku katoličku zajednicu (Croatian Catholic Union), koja je imala 10 puta manje članstvo od HBZ-a, a s njime se ujedinila tek 2006. godine.
U Hrvatskoj bratskoj zajednici (Croatian Fraternal Union) postao je predsjednikom nadzornog odbora 1926. godine i dužnost je obnašao sljedećih šest godina. Nakon toga napravio je stubu više i postao glavni predsjednik HBZ-a. Predsjedavao je njome kao glavni predsjednik od 1932. do 1947. godine. Za tog mandata posjetio je domovinu. To je bio prvi posjet predsjednika HBZ-a Kraljevini Jugoslaviji. Te 1937. održao je govor u kojem je iznio svoju koncepciju rješenja hrvatskoga pitanja. Zbog toga ga je netolerantni režim Kraljevine Jugoslavije protjerao.
Tijekom drugog svjetskog rata, srpnja 1943., s nekoliko svojih je suradnika, a uz znanje Ivana Šubašića američkom predsjedniku Theodoreu Rooseveltu predao predstavku. U predstavci je Butković istaknuo zasluge Hrvata u borbi na strani saveznika. Odmetnike nazvao je hrvatskim domoljubima. U memorandumu je zatraženo neka se Saveznici u pogledu Hrvatske izjasne. Navedeno je pravo hrvatskog naroda na samostalnu politiku. Što se tiče zahtjeva za hrvatsku državu, predstavka nije sadržavala neki određeni zahtjev o tome. Ova akcija za "samostalnu hrvatsku politiku" rađena je po Šubašićevim i Tomašićevim inspiracijama.
Hrvatska bratska zajednica imenovala je Ivana Butkovića za počasnog predsjednika 1963. godine.